# Deharvengiurus severini
Espèce
Synonymes
- Aphorura severini Willem, 1902
- Onychiurus severini (Willem, 1902)

Deharvengiurus severini est une espèce de collemboles de la famille des Onychiuridae.

## Distribution
Cette espèce est endémique de Belgique. Elle se rencontre dans les grottes de Han, la grotte de Lorette-Rochefort, la grotte de Ramioul, la grotte du Père Noël, la grotte d'Éprave, la grotte Steinlein, la grotte Lyell, la grotte de Rosée et l'abîme de la Nansnioule,.

## Habitat
C'est une espèce troglobie.

## Systématique et taxinomie
Cette espèce a été décrite sous le protonyme Aphorura severini par Willem en 1902. Pomorski en 2001 la place dans le genre Deharvengiurus.

## Étymologie
Cette espèce est nommée en l'honneur de G. Severin du Musée royal d'histoire naturelle de Bruxelles.

## Publication originale
- Willem, 1902 : Note préliminaire sur les Collemboles des Grottes de Han et de Rochefort. Annales de la Société entomologique de Belgique, vol. 46, p. 275-283 (texte intégral).